# عيقرة السفلى

تعديل مصدري - تعديل

عيقرة السفلى هي إحدى حارات حي الظهار بمدينة إب اليمنية، بلغ تعداد سكانها 1506 نسمة حسب تعداد اليمن لعام 2004.